# SoftBank 102Z
SoftBank 102Z (そふとばんく いちまるにずぃー)は、 ZTEコーポレーション製のモバイルWi-Fiルーターで、ソフトバンクモバイルによる、DC-HSDPAサービスであるULTRA SPEEDとWireless City PlanningのMVNOとして提供する第3.9世代移動通信システム、AXGP通信サービスのデュアルモード通信（SoftBank 4G）に対応したモバイルWiFiルータ端末である。

## 概要
SoftBank 4Gのデータ端末としては2号機にあたる。

## 歴史
- 2012年8月18日 - 発売開始